# Officine Padane
Officine Padane war ein italienischer Hersteller von Fahrzeugkarosserien in Modena.

## Unternehmensgeschichte
Officine Padane wurde 1943 gegründet. Das Unternehmen geht auf den in Modena ansässigen Betrieb Orlandi zurück, der ab 1921 in erster Linie Aufbauten für Omnibusse herstellte. Antonio Vismara übernahm Orlandi im Laufe des Jahres 1943 und verlegte den Betrieb in neue Werkstätten. Anfänglich firmierte das Unternehmen als Carrozzeria e Meccanica Padana, ab 1950 wurde die Bezeichnung in Officine Padane geändert. Die Beziehung bezieht sich auf den italienischen Namen der Po-Ebene. 
Padane stellte wie schon das Vorgängerunternehmen schwerpunktmäßig Omnibuskarosserien her. Die Chassis dazu kamen von FIAT, Daimler-Benz, Lancia, OM und Volvo. Viele Busse gingen in den Export.
In den 1960er und 1970er Jahren übernahm Padane daneben auch die handwerkliche Herstellung einzelner Personenkraftwagen. Hierzu gehörten der Maserati Mistral, der Maserati Indy, der Maserati Bora und der Stutz Blackhawk I und der Stutz Duplex, zwei- und viertürige Luxusfahrzeuge mit einem Design von Virgil Exner und Großserientechnik von General Motors, die von der Stutz Motor Car of America vertrieben wurden. Padane baute die meisten Coupés der ersten Serie (1971) unter Verwendung zahlreicher italienischer Anbauteile (Türgriffe vom Maserati Indy, Rückleuchten vom Fiat 850), bevor die Carrozzeria Saturn in Cavallermaggiore die Serienfertigung der Stutz übernahm. 
Anfang der 1980er Jahre übernahm die Mailänder Società Costruzioni Industriali Milano (Socimi) das Unternehmen. Aufgrund wirtschaftlicher Schwierigkeiten des neuen Mutterunternehmens geriet auch Padane in Mitleidenschaft und musste 1992 nach einer Insolvenz schließen.

## Wiederbelebung des Markennamens
2015 kaufte das neu gegründete Unternehmen Industria Italiana Autobus S.p.A. (I.I.A.) aus Bologna die Namensrechte an Padane.

## Galerie

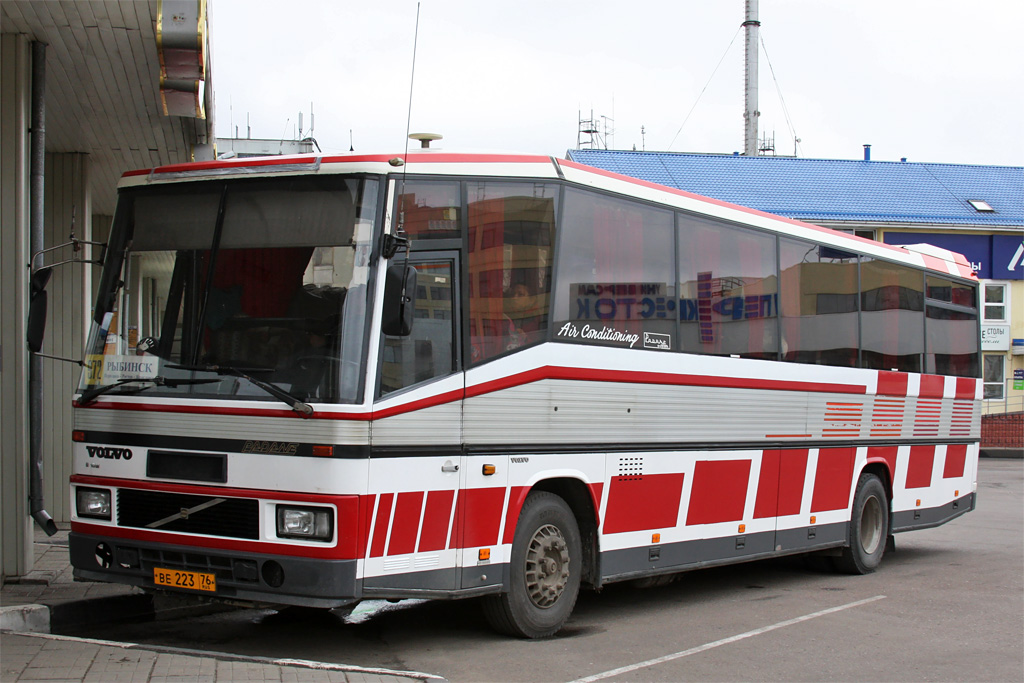
Padane-Reisebus auf Volvo-Chassis
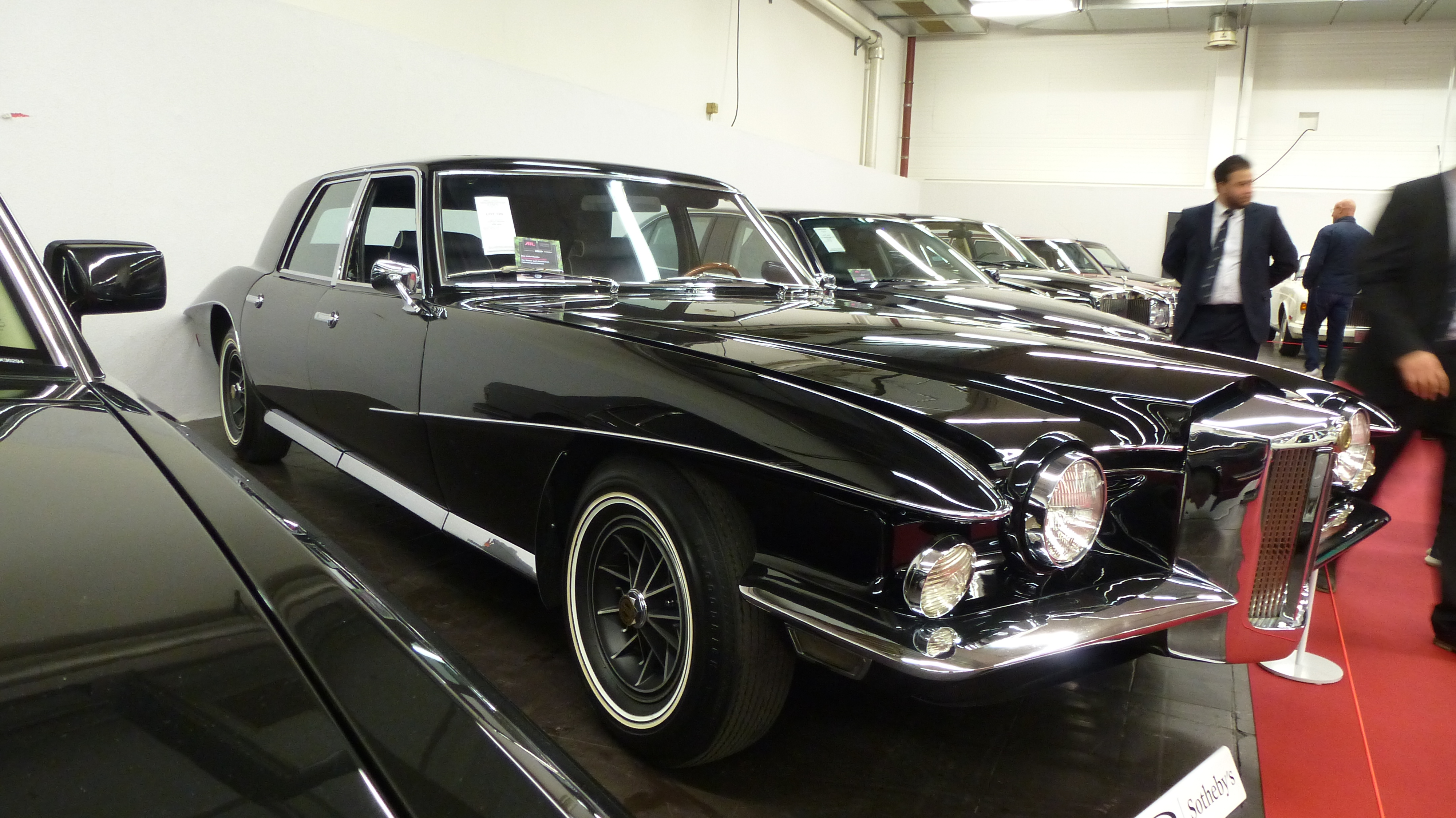
Stutz Duplex (1971)
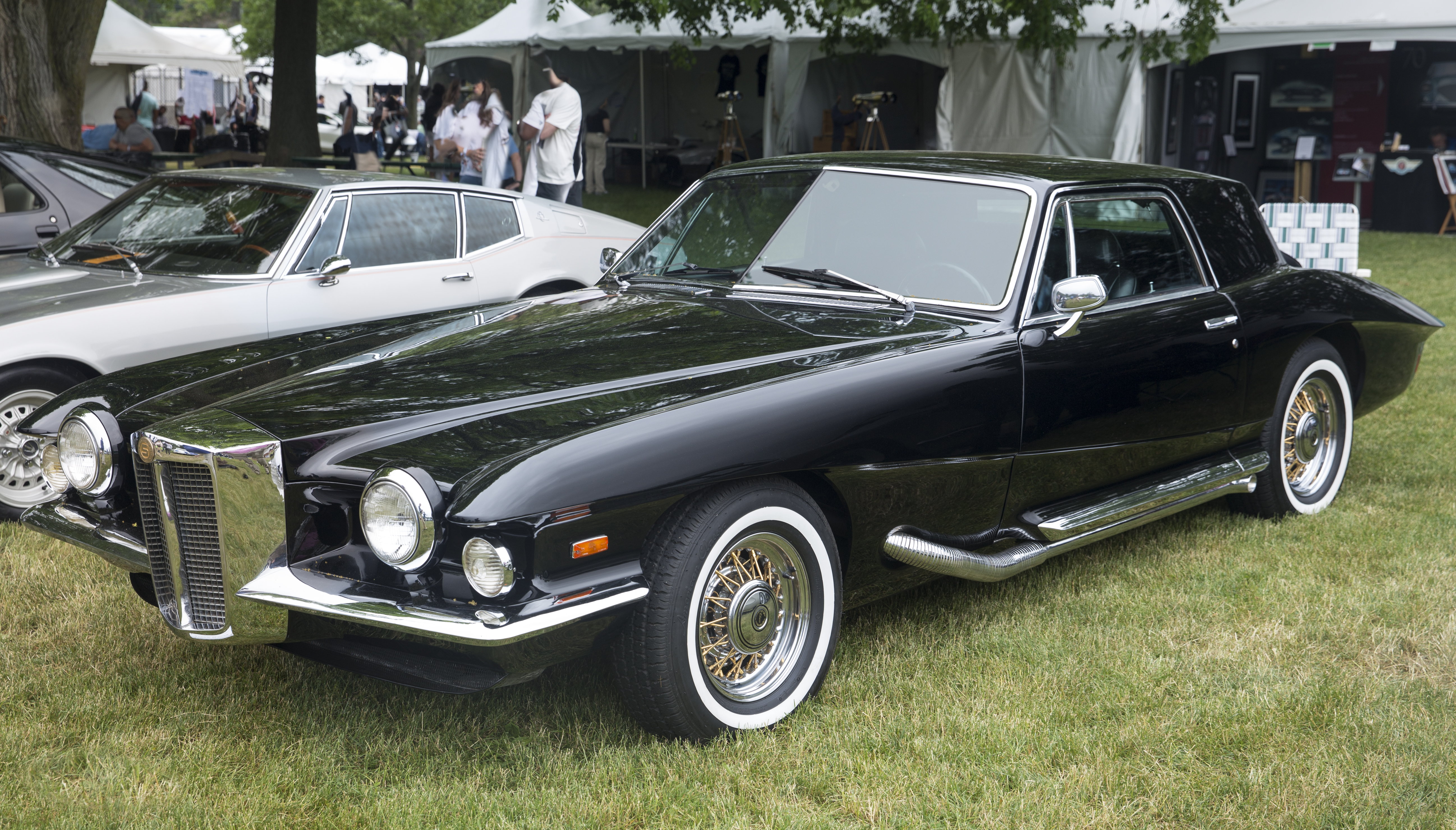
Stutz Blackhawk I (1971)
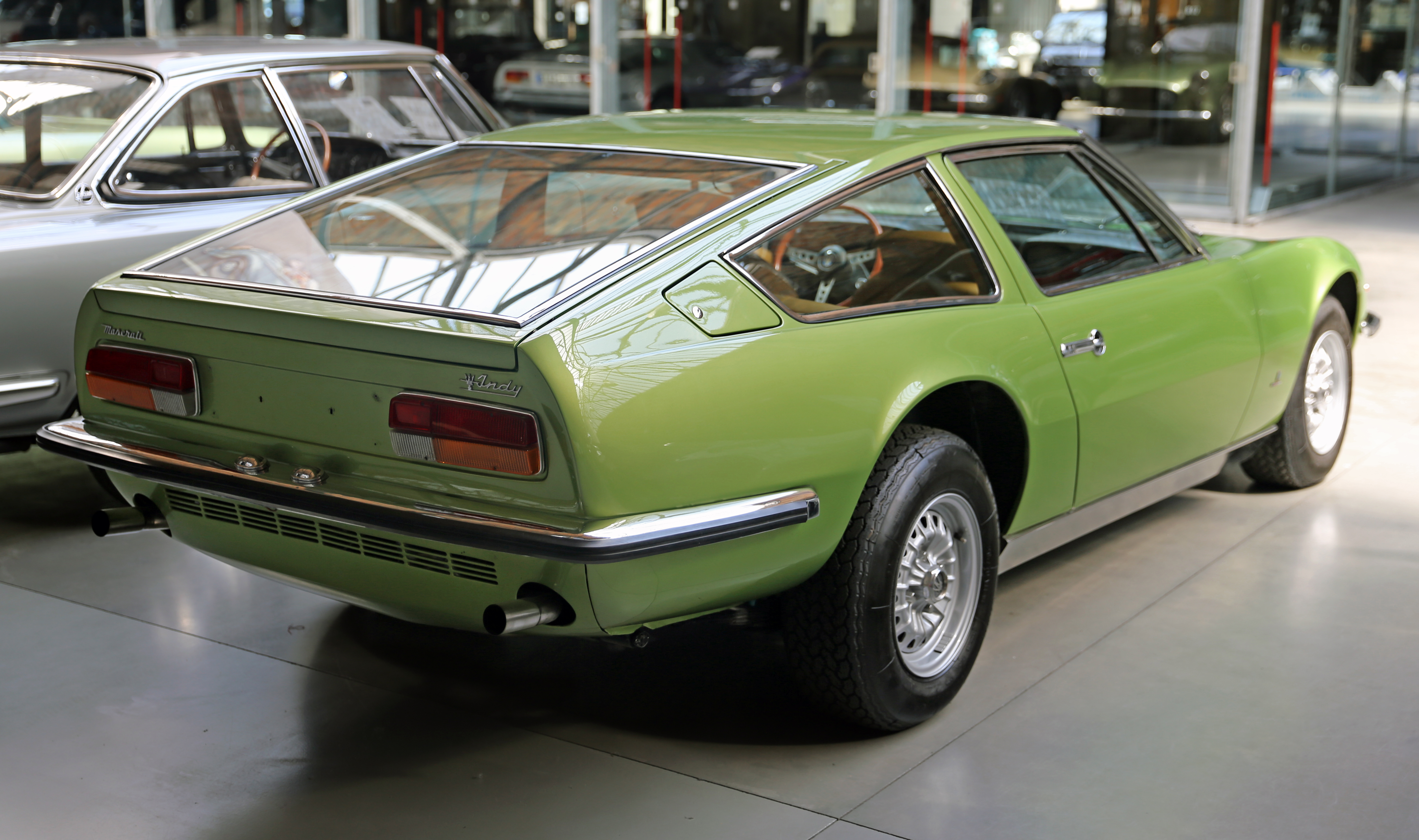
Maserati Indy
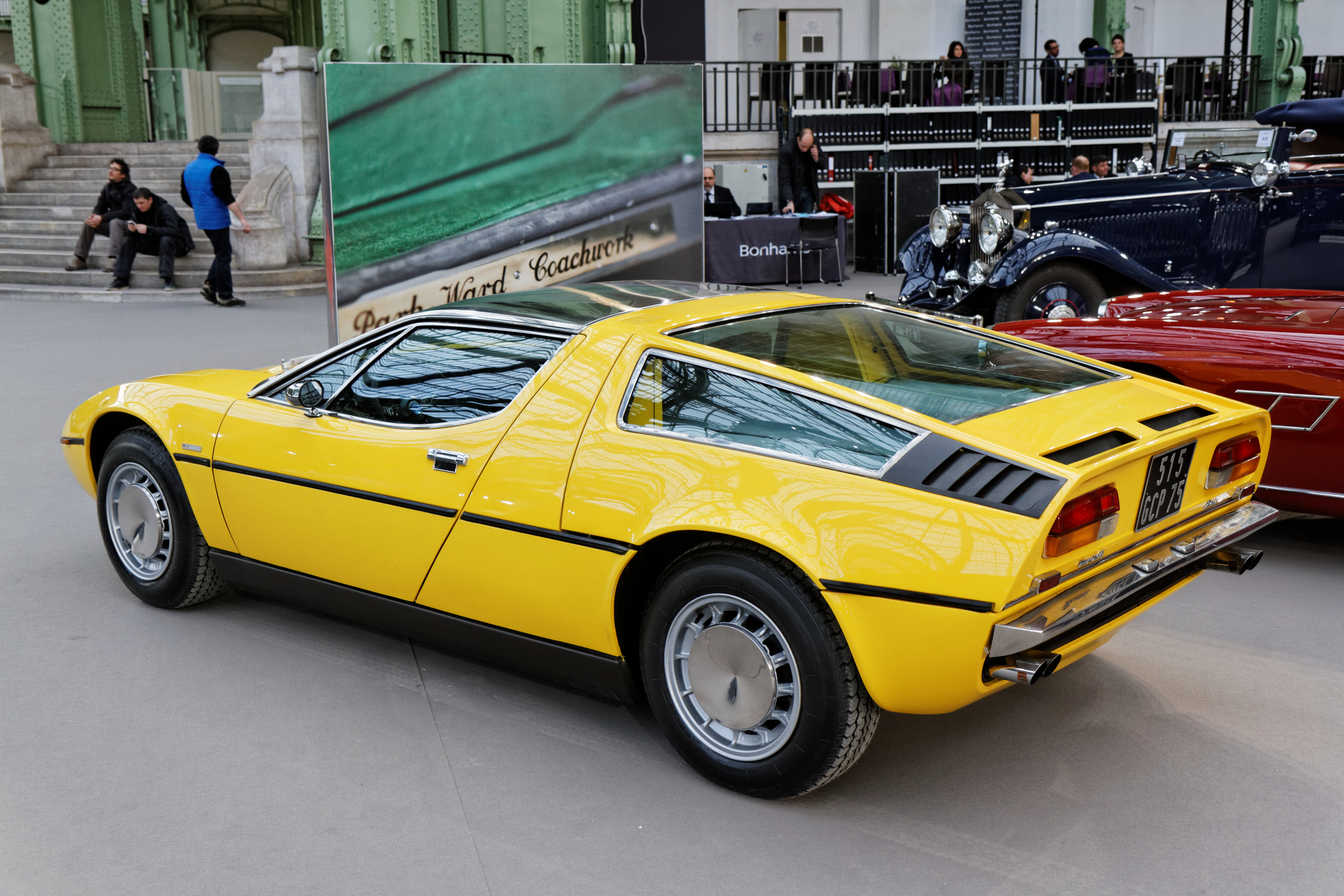
Maserati Bora